# Wola Gruszowska
Wola Gruszowska – wieś w Polsce położona w województwie małopolskim, w powiecie proszowickim, w gminie Radziemice.
W latach 1975–1998 miejscowość administracyjnie należała do województwa krakowskiego.